# La Ferté-Vidame
La Ferté-Vidame je naselje in občina v srednjem francoskem departmaju Eure-et-Loir regije Center. Naselje je leta 2011 imelo 720 prebivalcev.

## Geografija
Kraj leži v pokrajini Perche 49 km severozahodno od Chartresa.

## Uprava
La Ferté-Vidame je sedež istoimenskega kantona, v katerega so poleg njegove vključene še občine Boissy-lès-Perche, La Chapelle-Fortin, Lamblore, Morvilliers, Les Ressuintes in Rohaire z 2.255 prebivalci.
Kanton La Ferté-Vidame je sestavni del okrožja Dreux.

## Zanimivosti
- cerkev sv. Nikolaja iz 17. stoletja,
- klasicistični dvorec Château de La Ferté-Vidame iz 14. do 18. stoletja,
- dvorec Château du Hallier iz 19. stoletja.